# 데저트 플라워
데저트 플라워(Desert Flower)는 오스트리아에서 제작된 쉐리 호만 감독의 2009년 드라마 영화이다. 리야 케베데 등이 주연으로 출연하였고 피터 헤르만 등이 제작에 참여하였다.

## 출연

### 주연
- 리야 케베데
- 샐리 호킨스

### 조연
- 크레이그 파킨슨
- 미라 시알
- 안소니 마키
- 줄리엣 스티븐슨
- 티모시 스폴
- 엘리저 마이어
- 프라샨트 프라브하카
- 닉 라이오
- 크리스 윌슨

## 제작진
- 원작자: 와리스 디리
- 공동제작: 벤자민 허만
- 공동제작: 데이빗 켈리
- 공동제작: 대니 크라우즈
- 공동제작: 틸 슈바이거
- 미술: 제이미 레너드
- 세트: 바바라 허먼-스켈딩
- 의상: 가브리엘 바인더
- 배역: 로스 허바드